# Chiesa dei Santi Gervasio e Protasio (Erto e Casso)
La chiesa dei Santi Gervasio e Protasio è un luogo di culto cattolico di Casso, frazione del comune sparso di Erto e Casso, in provincia di Pordenone e diocesi di Belluno-Feltre; fa parte della convergenza foraniale di Longarone-Zoldo-Alpago-Ponte nelle Alpi ed è filiale della parrocchiale di Longarone.

## Storia
Differentemente dalla vicina parrocchiale di Erto, dipendente dal patriarcato di Aquileia e poi dalla diocesi di Concordia-Pordenone, la chiesa di Casso fu sin dalle origini filiale della pieve di Castellavazzo, a sua volta compresa nella diocesi di Belluno. Vero è che alcuni terreni lavorati dai cassani erano compresi all'interno della parrocchia di Erto e questo dava il diritto al suo sacerdote di recarsi a Casso una volta all'anno per riscuotere il quartese e per celebrare una messa in suffragio dei defunti.
Le prime informazioni di una chiesa a Casso risalgono al 1547, quando, durante una visita pastorale alla pieve di Castellavazzo, fu citata tra le dipendenze della stessa. La chiesa attuale venne costruita nel XVIII secolo; il campanile fu eretto nel 1795.
A causa del declino demografico, la parrocchia venne soppressa nel 1986. Da allora Casso rientra nella parrocchia di Longarone.

## Descrizione

### Esterno
La facciata della chiesa è ingentilita dalle due lesene laterali con capitelli dorici che sorreggono la trabeazione, la quale presenta la modanatura; all'interno del timpano s'apre una finestrella trilobata.

### Interno
L'interno è ad un'unica navata ed è caratterizzato da lesene con capitelli compositi sopra le quali corre una cornice modanata; il soffitto è a crociera e le volte sono sorrette da peducci. L'aula termina con il presbiterio rialzato di due gradini e a sua volta chiuso dall'abside, nella quale prendono posto gli stalli del coro, l'altare maggiore in pietra e quello postconciliare rivolto verso l'assemblea in legno.
Opere di pregio conservate all'interno della chiesa sono la pala con il Martirio di Sant'Osvaldo, i quadretti con la Sacra Famiglia e San Giovannino e Dalila e Sansone, il fonte battesimale in marmo rosso e la pala raffigurante i Santi Rocco e Antonio di Padova, dipinta nel 1843 dal Ceschi.